# 宇梶剛士
宇梶 剛士（うかじ たかし、1962年8月15日 - ）は、日本の俳優、タレント。東京都出身。オフィス33所属。劇団PATHOS PACK主宰者。既婚。

## 経歴

### 誕生 - 少年時代
1962年、東京都新宿区西大久保1丁目（現：歌舞伎町2丁目）の「東京都立大久保病院」で生まれる。出生時は身長57cmで体重が5000gもあり、都の健康優良児の表彰を受けている。3歳から5歳までは東京都小平市に、それから小学2年時までは広島県安芸郡府中町で育ち、その後東京都国立市に転居、国立市立国立第七小学校・国立市立国立第一中学校を卒業。拓殖大学第一高等学校では野球部に所属し、大柄だったこともあり「将来の有望選手」としてプロ球団のスカウトが宇梶を見に何回か足を運びに来たほどの実力であった。

### 暴走族時代 - デビュー前
高校時代に部活内でのいじめやシゴキを告発したことにより、逆に学校側からは事実関係を隠蔽され、2ヶ月間野球をすることを許されずグラウンドの端に監視付きで立たされていたが、その当時の担任や他の大人が誰一人として声をかけてこなかったことにより、大人を信用できなくなる。このことがきっかけで外で暴力事件を起こして逮捕され、少年鑑別所に入所。出所後に高校を中退し、しばらく叔父のいる北海道浦河郡浦河町や二海郡八雲町で労働機会を得るも更生できず、東京家庭裁判所からの呼び出しを口実に帰京。その後は暴走族に加わり、当時の日本最大組織とされたブラックエンペラーの三多摩地区のヘッドから後に7代目名誉総長となり、この時代に得た一生の友のことをテレビ番組でたびたび熱く語っている。同じく元暴走族のヒロミは「僕らがガキだったころ、とんでもなく有名だった人」とコメントしている。また国立市に隣接する立川市出身で長年在住する2歳年下の作家・ゲッツ板谷の著書に、「伝説的存在だった」との記述がある。そして暴走族同士の抗争で再び逮捕。家庭裁判所へ送致され、茨城県の少年院へ収容。
少年院での生活において改心。この時に読んだチャーリー・チャップリンの伝記が俳優を志すきっかけとなると同時に高校復学のための勉強に励み、その後明治大学付属中野高等学校定時制を卒業、同級生には近藤真彦、野村義男、野々村真、つちやかおり、佐久間レイ、藤慎一郎（神力裕）他多数のアイドル芸能人がいた。パパイヤ鈴木、布川敏和らは後輩。
当時、出演したドラマの『ザ・ハングマン』は犯人役であったが、同回の誘拐される少女役の横田ひとみも同級生であった。

### デビュー後
にしきのあきらの付き人をしていた18歳の時、事務所の使いで藤映像コーポレーションを訪問したところ、そこに居合わせた菅原文太から「お前、何者だ。歌い手か」と呼び止められ、「いえ、俳優になりたいんですが、どうやったらなれるのかわからないので、にしきのさんのところでお手伝いをしています」と答えた。すると菅原はすぐにしきのの事務所に電話をかけ「おたくのところのでかいの、もらっていいか」と言って電話を切り、彼から「ということでいいな」と言われてそのまま付き人となった。以降、菅原をオヤジと呼んで慕っており、菅原の死去後にはマスコミに追悼コメントを語っている。
美輪明宏に見出され、『青森県のせむし男』（寺山修司作）にて初舞台を踏み、美輪から紹介された渡辺えりなどの元で舞台経験を積む。若いころはスリムで美男であり、18歳から2年間ほど、同じ事務所に所属していた鶴田浩二から名前をとって「津村 浩」の芸名で活動をしていた。長らく無名で下積みの時代が続き、売れない時期は、芸能以外の仕事をして食いつないだり、もっぱら映画を鑑賞して過ごした。当時鑑賞した作品が現在の芸能活動の糧になっていると発言している。
1980年代後半になり多数のトレンディドラマに脇役で出演するようになると、徐々に知名度が上昇し、1997年に『ひとつ屋根の下2』（フジテレビ）のピカリン（前園俊雄）役でブレイク、以降多数のテレビドラマや映画で活躍。一方で舞台出身であることから『打打芝居』（1990年結成）、『damim』（1999年10月結成）といった演劇ユニットを主宰し、自らプロデュース公演の形で舞台を制作してきた。2007年には「劇団」という形でしか表現できない舞台作りを追求したいとの思いから、金井良信・平野貴大らと共に『劇団PATHOS PACK』（パトスパック）を結成。活動を続けていたが、2021年7月の北海道公演を最後に一区切りした。
2015年、7月公開の映画『未来シャッター』高橋和勧監督作に、菅原文太が内諾していたナレーターには宇梶が遺志を引き継いで出演している。
2019年4月24日、『みみよりライブ 5up!』（広島ホームテレビ）に出演し、手づくり工房ごーあっぷホーム 古民家をDIYで大人の隠れ家を作ろう プロジェクトリーダーに就任。広島で1年かけて活動していく。

## エピソード

### 子供時代
建築会社で働く一級建築士の父・宇梶順計、母・静江、2歳年上の姉・良子の4人家族として育つ。一時は、自宅に母方の叔父・と従兄も同居していた。運動好きな活発な子供で、広島に住んでいたころに父親に広島市民球場で行われた野球観戦に時々連れて行ってもらっていた。国立市の団地に転居してからは、地元のリトルリーグに入団して野球三昧の日々を過ごした。
しかし、国立市で暮らし始めたころから家庭内が少しずつギクシャクし始める。父親は仕事で、母親はアイヌをはじめとするマイノリティの人々の権利獲得活動で、それぞれ忙しくなった。また、母は出先で困窮した人に出会うと、力になりたい一心からその人たちを時々自宅に呼び寄せてはしばらくの間住まわせた。宇梶が小学校高学年のころには、両親がほとんどいない家で、姉と2人ほどの他人と暮らすという環境になった。
中学1年生のころ、この生活を知った学校の先輩にからかわれるようになり、ある日母親に不満をぶつけたが取り合ってもらえなかった。家を飛び出して近所のアパートで暮らし始め、学校に通いながら新聞配達や八百屋のバイトで生計を立てた。そんな状況でも野球は続け、中学の軟式野球部と地元の硬式野球チーム「国立リトルシニア」で活動した。

### 高校進学、不良の道へ
高校は野球の強豪校に進学したが、先述の先輩からのシゴキが2年生になっても続いた。シゴキに耐えかねて同級生たちと練習をボイコットすると、監督から“宇梶がボイコットの首謀者”との濡れ衣を着せられた。先述の通り以後練習への参加を禁止されたが、当時本人にとって野球はただの部活ではなく、生きていく上で心の拠り所だったため耐え難いことだった。
この投げやりになった時期に、中学時代の仲間が地元で他人とトラブルを抱えていることをたまたま知る。体格が良くて力も強かったこともあり、そのトラブルの相手に対し暴力で解決しようとして警察に連行され、少年鑑別所に入ることになった。出所後は夢も目標も失ったことで流されるまま暴走族に入り、ほどなくして特攻隊長になり、さらに17歳で総長（当時2,000人が所属していた）になった。
少年院に入所後は農作業や大工仕事で汗を流し、日誌を書いて自分を見つめ直す日々を送った。俳優を志すきっかけとなったチャールズ・チャップリンの自伝本は、母親の差し入れによるものだった。

### 芸能界入り後
その後、芸能界に入るきっかけを求めたところ、明治大学付属中野高等学校時代に知人を通じてにしきのあきら（現：錦野旦）を紹介してもらい、芸能界の礼儀やルールを習うために“かばん持ち”を始めた。その後出会った美輪明宏からは、「あなたは闇夜の鴉（からす）。暗い道を歩いてきたからこそ純白の白さ（舞台のライト）に感動できるのよ」と告げられた。
渡辺えり子（現：渡辺えり）主宰の「劇団3○○」で演技指導を受けるにあたり、菅原文太に「菅原一門を辞めさせて下さい」と挨拶に訪れると、「他のところに行ってもお前はずっと一門の仲間だ」と快く送り出された。渡辺の指導は厳しかったが愛情深さを感じ、演技だけでなく「自分に嘘をつかない、自戒の念」など役者としての心得も教わった。30歳を過ぎたころにようやく役者業だけで食べていけるようになった。
その後結成した劇団PATHOS PACKでは、2019年にアイヌをテーマにした作品『永遠ノ矢＝トワノアイ』を東京で初演し、脚本と演出を担当した。

## 人物

### いじめと暴走族
バラエティ番組でもたびたび暴走族出身という経歴がネタにされている。
不良から立ち直ったという体験から『ジェネジャン』（日本テレビ）パネリストとしては準レギュラーとも言えるほど頻繁に出演していた。現在も講演活動などを積極的に行っている。
2017年、富山県南砺市の井波総合文化センターにて行われた「平成29年度 第1回 南砺市民大学講演会」では、｢いじめを受け入れることは『あってはならないことの日常化』であり、恐ろしいところに追い込まれているということ」と、いじめを強く非難し、自らがいじめやシゴキに遭っていた経験から、いじめに対する批判を講演などにて行なっている。
暴走族時代、タイマンやステゴロで挑んできた者には喧嘩の後に和解するなどしていたが、闇討ちなどの卑怯な手段で襲い掛かって来た時は容赦しなかったという。金崎浩之が語ったところによると、その時の宇梶は「鬼のように恐ろしい存在」だったという。

### 親族・ルーツ関係
父の宇梶順計（1997年没）は和人であり、母の静江はアイヌである。2020年に北海道白老郡白老町のアイヌ民族文化財団が運営する「ウポポイ」（民族共生象徴空間）PRアンバサダーに就任。母は2022年現在もアイヌ民族を含めた様々なマイノリティの人々に思いを馳せ、アイヌの文化継承活動を続けている。
白老町にあるアイヌ民族博物館のアイヌ文化紹介VTRに進行役として出演している。また、叔父である浦川治造を追ったドキュメンタリー映画『カムイと生きる』のナレーションも務めている。
本人は後年、「反発した時期もあったけど、母の活動がどれだけ大切なのかが、今は分かります。活動に身を投じてきた母を人生の先輩として尊敬しています」と語っている。

### 趣味
子供のころは、広島カープのプロ野球選手でピッチャーとして活躍する白石静生に憧れた。少年時代から続けてきた野球を生かし、2007年3月に岩手県に本拠地を置く野球クラブチーム『岩手21赤べこ野球軍団』の総監督に就任したが、同年12月に廃部。

### 嗜好
1日に何か1つは甘い物を食べないと落ち着かないと公言するほどの甘党である。特にチョコレートと餡が好き。

### 交友関係
広島時代の小学校の後輩に吉川晃司・竹原慎二がいる。
ZIGGYのボーカル森重樹一は中学校野球部の1年後輩。
中学時代に所属した国立リトルシニアには、その後6歳下の木田優夫も入団している。入団時期が被っていないため当時接点はなかったが、後年お互いに同チームに所属していた事実を知る。これがきっかけで、木田が日本ハムファイターズ二軍監督となった2022年に、宇梶は彼のユニフォームを着て日ハム戦の始球式に登板した。
東山紀之は高校の後輩。
プロレスラー新崎人生はリングネームを相談したところ、宇梶の一言『人生はどうだ』で決まった。

## 出演

### テレビドラマ
- 警視庁殺人課 第19話「恐怖のロープウェイ・死の脱出」（1981年、テレビ朝日） - 現金輸送車襲撃犯（寺田農）に車を強奪されるカップル 役[注 8]
- ザ・ハングマン 第47話「生か死か!? ドラゴン危うし」（1981年、朝日放送・テレビ朝日） - 暴走族 役[注 8]
- 土曜ドラマスペシャル「放送作家日向陽子」（1988年7月2日、TBS）
- 君が嘘をついた（1988年10月24日 - 12月19日、フジテレビ） - 久我友彦 役
- ドラマ23「あいつがNo.1」（1989年3月、TBS）
- ハートに火をつけて!（1989年、フジテレビ） - 恵の結婚相手 役
- ゴリラ・警視庁捜査第8班 第23話「バラに愛をこめて」（1989年10月1日、テレビ朝日） - 氷室哲夫 役
- 愛しあってるかい!（フジテレビ） - 西条隆夫 役
  - 第4話「裸で告白! 僕は君が好きなんだ」（1989年11月6日）
  - 第5話「熱闘! 愛と炎のトライアスロン」（1989年11月13日）
  - 第8話「日米親善! 交換留学生が来たぜ」（1989年12月4日）
  - 最終話「クリスマスは愛と涙と感動だ!」（1989年12月18日）
  - 愛しあってるかい! スペシャル（1990年4月4日）
- あいつがトラブル 第10話「刑事と泥棒大脱走」（1990年2月17日、フジテレビ）
- 東京ストーリーズ 第42回「バラ色の人生」（1990年9月10日、フジテレビ） - 江島博 役
- 学校へ行こう!（1991年、フジテレビ） - 菅沼先生 役
- 木曜ゴールデンドラマ「ホスピタルはバラ色に!」（1991年12月26日、読売テレビ・日本テレビ）
- キライじゃないぜ（1992年、TBS） - 田中先生 役
- 金田一耕助の傑作推理16 病院坂の首縊りの家（1992年12月28日、TBS） - 山内敏男 役
- 悪魔のKISS（1993年、フジテレビ） - 金田の使いのヤクザ 役
- RUN（1993年、TBS）
- 愛してるよ! 第4話「ビッグチャンス」（1993年11月1日、テレビ朝日） - 広川太 役
- 古畑任三郎（フジテレビ）
  - 警部補古畑任三郎「さよなら、DJ」（1994年6月22日） - ディレクター 役
  - 古畑任三郎「古畑任三郎 VS SMAP」（1999年1月3日） - 富樫明男 役
- 土曜ワイド劇場→土曜プライム・土曜ワイド劇場（テレビ朝日）
  - 廻る殺人（1994年11月12日） - 勝田秀一 役
  - 女教師殺し（1995年4月29日） - 田宮修次 役
  - 北海道子づくり旅行殺人事件（1995年9月2日） - 若宮薫 役
  - "月蝕の館"殺人事件（1996年8月17日） - 蓮見晧一郎 役
  - 夜間検証（1997年2月22日） - 東谷俊彦 役
  - 法医学教室の事件ファイル14（2001年5月26日） - 中島宗夫 役
  - 変装婦警の事件簿2（2001年9月8日） - 権藤光雄 役
  - 女警察署長・美佐子（2003年5月10日） - 赤木隆行 役
  - 火災調査官・紅蓮次郎 - 小紫健二 役
    - 火災調査官・紅蓮次郎2（2003年6月7日）
    - 火災調査官・紅蓮次郎3（2004年2月14日）
    - 火災調査官・紅蓮次郎5（2005年11月5日）
    - 火災調査官・紅蓮次郎6（2006年4月22日）
    - 火災調査官・紅蓮次郎7（2007年1月13日）

  - タクシードライバーの推理日誌
    - タクシードライバーの推理日誌17（2003年7月12日） - 神辺光雄 役
    - タクシードライバーの推理日誌35（2014年10月11日） - 藤井武宏 役

  - ひまわり〜桶川女子大生ストーカー殺人事件〜（2003年12月13日） - 松尾剛史 役
  - 美人三姉妹の推理旅行2（2007年6月30日） - 横山健三 役
  - 警視庁電話指導官〜深川真理子の事件簿（2008年6月7日） - 三島雄介 役
  - 内田康夫サスペンス・福原警部3（2011年4月23日） - 野口猛 役
  - 西村京太郎トラベルミステリー - 松山史朗 役
    - 西村京太郎トラベルミステリー56「生死を分ける転車台」（2011年7月23日）
    - 西村京太郎トラベルミステリー57「スーパービュー踊り子連続殺人」（2012年1月28日）
    - 西村京太郎トラベルミステリー58「山形新幹線・つばさ129号の女！」（2012年11月3日）
    - 西村京太郎トラベルミステリー59「終着駅（ターミナル）殺人事件」（2013年1月5日）
    - 西村京太郎トラベルミステリー60「秩父SL・3月23日の証言〜大逆転法廷!!」（2013年7月13日）
    - 西村京太郎トラベルミステリー61「越後・会津殺人ルート〜必ず相席する女!?」（2014年3月22日）
    - 西村京太郎トラベルミステリー62「寝台特急カシオペア&スーパーひたち連続殺人」（2014年7月12日）
    - 西村京太郎トラベルミステリー63「長野新幹線〜飯山線 湯けむり殺人ルート！」（2015年1月10日）
    - 西村京太郎トラベルミステリー64「仙台・青葉の殺意」（2015年8月15日）
    - 西村京太郎トラベルミステリー65「伊豆海岸殺人ルート」（2016年2月6日）
    - 西村京太郎トラベルミステリー66「釧路・帯広殺人ルート」（2016年7月2日）
    - 西村京太郎トラベルミステリー67「箱根紅葉・登山鉄道の殺意」（2017年4月8日）
    - 西村京太郎トラベルミステリー68「山形・陸羽西線に消えた女」（2017年9月20日）[注 9]

  - おとり捜査官・北見志穂18（2014年4月5日） - 西条二郎 役
  - ドクター彦次郎 - 後白河孝麿 役 
    - ドクター彦次郎1（2015年10月3日）
    - ドクター彦次郎2（2016年10月1日）
    - ドクター彦次郎3（2017年8月20日）[注 10]
    - ドクター彦次郎4（2019年7月4日）[注 11]
    - ドクター彦次郎5（2020年9月13日）[注 12]

  - 叡古教授の事件簿（2016年5月21日） - 川添徳治 役
- 未成年（1995年10月13日 - 12月22日、TBS） - 新村武郎 役
- 銀狼怪奇ファイル（1996年1月13日 - 3月16日、日本テレビ） - 大林大作 役
- 透明人間 第3回「悪女同盟! 誘惑キスにドキッ」（1996年4月27日、日本テレビ）
- 翼をください!（1996年7月1日 - 9月23日、フジテレビ） - 吉本孝史 役
- しようよ♡（1996年10月5日 - 11月23日、テレビ朝日）
- 月曜ドラマスペシャル→月曜ミステリー劇場→月曜ゴールデン→月曜名作劇場（TBS）
  - 早乙女千春の添乗報告書4「伊豆湯けむりツアー殺人事件」（1996年12月30日） - 樋口茂之 役
  - おばさん会長・紫の犯罪清掃日記!ゴミは殺しを知っている1（2000年5月22日） - 黒川高次 役
  - 名探偵キャサリン11「殺人のイリュージョン」（2002年6月3日） - 遠藤洋治 役
  - 十津川警部シリーズ28「陸中海岸殺意の旅」（2003年3月24日） - 室井隆志 役
  - 浅見光彦シリーズ20「崇徳伝説殺人事件」（2005年3月14日） - 栗石肇 役
  - 示談交渉人甚内たま子裏ファイル - 住倉公平 役
    - 示談交渉人甚内たま子裏ファイル5（2007年6月18日）
    - 示談交渉人甚内たま子裏ファイル6（2008年5月26日）

  - 財務捜査官 雨宮瑠璃子6（2011年2月14日） - 神原猛雄 役
  - オバチャン保険調査員 赤宮楓のマル秘事件簿（2017年8月21日） - 柏崎純一 役
  - はぐれ署長の殺人急行4「日光・鬼怒川連続殺人」（2018年7月9日） - 富樫仁 役
  - 魔性の群像 刑事・森崎慎平5（2019年1月28日） - 塚田功 役
- 踊る大捜査線 第6話「張り込み 彼女の愛と真実」（1997年2月11日、フジテレビ） - 八木 役
- ひとつ屋根の下2（1997年4月 - 6月、フジテレビ） - 前園俊雄
- 金のたまご（1997年7月 - 9月、TBS） - 英譲治 役
- 青い鳥（1997年10月 - 12月、TBS） - 原田靖夫 役
- 成田離婚（1997年、フジテレビ） - 小山田春夫 役
- はみだし刑事情熱系 PART2（テレビ朝日） - 竹山幸治 役
  - 第19話「爆破0秒前!! 息子を誘拐した父親!?」（1998年2月25日）
  - 第21話「涙の緊急手配！改造拳銃を買った女」（1998年3月11日）
  - 第22話「復讐の爆破殺人！お父さんと呼ばれる日」（1998年3月18日）
- 火曜サスペンス劇場（日本テレビ）
  - 警部補 佃次郎6「小壜に詰めた死」（1998年8月11日） - 丹野友和 役
  - 保護観察・少年A（2000年3月7日） - 倉田隆夫 役
- 表層家族（1998年、毎日放送・TBS） - 畑山竜治 役
- ウルトラマンガイア（1998年、毎日放送・TBS） - 堤誠一郎チーフ 役
- じんべえ（1998年10月 - 12月、フジテレビ） - 石塚秀一 役
- 35歳・夢の途中（1998年10月24日、NHK総合） - 西田宗一 役
- PU-PU-PU-（TBS）
  - 第9話「家族崩壊」（1998年12月4日）
  - 最終話「プーを辞める日」（1998年12月18日）
- ボーダー 犯罪心理捜査ファイル（1999年、日本テレビ）
- リップスティック（1999年、フジテレビ） - 田所茂久 役
- 御家人斬九郎 第4シリーズ 第3話「大利根の月」（1999年、フジテレビ） - 勢力富五郎 役
- パーフェクトラブ!（フジテレビ） - 倉沢 役
  - 第10話「痛みで進化する女」（1999年9月6日）
  - 第11話「愛する男別れる女」（1999年9月13日）
- 金曜エンタテイメント （フジテレビ）
  - ツインズな探偵
    - ツインズな探偵1（1999年7月9日）
    - ツインズな探偵2（2000年7月7日） - 福島高道 役

  - 音の犯罪捜査官・響奈津子3（1999年8月13日） - 鉢山芳彦 役
  - 美容エステ探偵1「悪魔のフィアンセ」（2000年6月16日） - 黒川栄二 役
  - えなりかずきの少年探偵 事件でござる1（2002年） - 松野修司 役
  - スチュワーデス刑事7（2003年1月10日） - 黒澤亮一 役
  - 労働基準監督官 和倉真幸 働く人の味方です!（2005年7月15日） - 佐山洋介 役
- サイコメトラーEIJI2（1999年、日本テレビ） - ヨモギダ刑事 役
- 平成夫婦茶碗（2000年、日本テレビ)
- 月下の棋士（2000年、テレビ朝日） - 武者小路和清 役
- 晴れ着ここ一番 第3回「気まぐれな神様」（2000年4月14日、NHK総合） - 須藤 役
- 催眠（2000年、TBS） - 狩辺賢太郎 役
- 編集王（2000年、フジテレビ）
- 京極夏彦 「怪」 第3話「赤面ゑびす」（2000年7月20日、WOWOW） - 小走り 役
- 大河ドラマ（NHK総合）
  - 北条時宗（2001年） - 九条頼経 役
  - 新選組!（2004年） - 西郷隆盛 役
  - 平清盛（2012年） - 源頼政 役
  - 軍師官兵衛（2014年） - 清水宗治 役
  - おんな城主 直虎（2017年） - 井伊直満 役 [18]
- 女と愛とミステリー （テレビ東京）
  - 招かざる客-富士山麓連続殺人事件-（2001年2月18日） - 長谷川健治 役
  - 監察医・篠宮葉月 死体は語る1（2001年11月21日） - 安藤 役
  - 金田一耕助ファイルI 迷路荘の惨劇（2002年10月2日） - 古館辰人 役
  - 48時間の恐怖 時計の針がナイフに変わるとき（2004年1月21日） - 八重垣孝司 役
- ビッグマネー!〜浮世の沙汰は株しだい〜（2002年4月 - 6月、フジテレビ） - ケント・フクハラ 役
- HERO（2001年、フジテレビ） - 壇原段 役
- ラブ・レボリューション（2001年、フジテレビ）
- ルーキー! 第3話「女装でデカ恋も仕事も命がけ」（2001年4月24日、関西テレビ・フジテレビ） - 沢口 役
- 剣客商売 第3シリーズ 第1話「手裏剣お秀」（2001年6月5日、フジテレビ） - 益田忠六 役
- 私を旅館に連れてって 第9話「恋愛トンマの女」（2001年6月6日、フジテレビ） - 室井 役
- スタアの恋（2001年10月11日 - 12月20日、フジテレビ） - 三枝英二 役
- SMAP×SMAP特別編 チョナン・カンスペシャル 愛の劇場&愛の唄「ヘンボカセヨ〜幸せになれよ〜」（2002年4月29日、関西テレビ・フジテレビ）
- 科捜研の女（テレビ朝日）
  - season4 第1話「東京〜京都500キロ 深夜高速バス、殺意の瞬間！」（2002年7月25日） - 竹村興吉 役
  - season24 第4話「売れない家の秘密」（2024年7月24日） - 大河原修三 役
- やんパパ（2002年、TBS）
- ママの遺伝子（2002年10月11日 - 12月13日、TBS） - 三谷貴幸 役
- 天才柳沢教授の生活 第5話「初恋に魅せられて」（2002年11月13日、フジテレビ） - 弁護士 役
- ダイヤモンドガール（2003年、フジテレビ）
- 顔（フジテレビ） - ケント 役
  - 第7話「愛する者たちを引き裂く一発の銃弾」（2003年5月27日）
  - 第8話「運命の再会」（2003年6月3日）
- 独身3!!（2003年、テレビ朝日）
- 共犯者（2003年、日本テレビ） - 船田吾郎 役
- 太閤記 サルと呼ばれた男（2003年、フジテレビ） - 徳川家康 役
- 竜馬がゆく（2004年） - 山内容堂 役
- 異議あり!女弁護士大岡法江 第4話「離婚の罠! 母と子の涙」（2004年1月29日、テレビ朝日） - 外園治人 役
- 春のドラマスペシャル・女達の罪と罰（2004年4月6日、フジテレビ） - 薮下 役
- ナースマンがゆく 第1話「あきらめたくないんです…命があるじゃないですか!!」（2004年10月16日、日本テレビ） - 村上慎一 役
- 忠臣蔵（2004年10月18日 - 12月13日、テレビ朝日） - 堀部安兵衛 役
- 離婚弁護士II〜ハンサムウーマン〜（2005年4月19日 - 6月28日、フジテレビ） - 三神達也 役
- 野ブタ。をプロデュース（2005年10月15日 - 12月17日、日本テレビ） - 桐谷悟 役
- ザ・ヒットパレード〜芸能界を変えた男・渡辺晋物語〜（2006年5月26日・27日、フジテレビ） - スマイリー小原 役
- 花嫁は厄年ッ!（2006年7月 - 9月、TBS） - 高橋浩 役
- 警視庁捜査一課9係 season2 最終話「最後の晩餐」（2007年6月20日、テレビ朝日） - 石黒大輔 役
- その男、副署長シリーズ（テレビ朝日） - 平松純平 役[注 13]
  - season1（2007年4月26日 - 6月14日）
  - season2（2008年7月3日 - 9月4日）
  - season3（2009年10月15日 - 12月17日）
- 必殺シリーズ（朝日放送・テレビ朝日） - 坂本勘助 役
  - 必殺仕事人2007（2007年7月7日）
  - 必殺仕事人2009（2009年1月）
  - 必殺仕事人2010（2010年7月10日）
- 花ざかりの君たちへ〜イケメン♂パラダイス〜（2007年、フジテレビ） - 猿渡教頭 役
- 美ら海からの年賀状（2007年12月、フジテレビ） - 武田義彦 役
- 水曜ミステリー9（テレビ東京）
  - 松本清張特別企画 不在宴会 死亡記事の女（2008年2月20日） - 下村監督 役
  - 鉄道警察官・清村公三郎8「鎌倉・江の島 追憶の殺人」（2012年2月8日） - 田丸昌哉 役
  - トカゲの女1 警視庁特殊犯罪バイク班（2014年11月26日） - 山本賢二 役
  - 犯罪科学分析室 電子の標的2（2016年3月23日） - 灘波孝二 役
- 水戸黄門（TBS）
  - 第38部 第10話「人情長屋の心意気! -福井-」（2008年3月10日） - 柏木源之丞 役
  - 第42部 第12話「ズバッ怒りの道場破り -篠山-」（2011年1月10日） - 新田左近 役
- 日本テレビ開局55周年記念スペシャルドラマ・東京大空襲（2008年3月17日・18日、日本テレビ） - 相田徳三郎 役
- 金曜プレステージ（フジテレビ）
  - 和田アキ子物語（2008年6月20日） - 磯崎学 役
  - 特別企画・目線（2010年12月17日） - 桐生直明 役
  - 塔馬教授の天才推理 - 山影哲夫 役
    - 塔馬教授の天才推理1「隠岐島の黄金伝説殺人事件」（2012年6月1日）
    - 塔馬教授の天才推理2「湯殿山麓ミイラ伝説殺人事件」（2014年9月19日）
    - 塔馬教授の天才推理3「からくり人形殺人事件」（2019年3月9日）

  - 名探偵 神津恭介 - 篠原継雄 役
    - 名探偵 神津恭介1「影なき女」（2014年3月14日）
    - 名探偵 神津恭介2「呪縛の家」（2015年7月10日）

  - 森村誠一サスペンス 流氷の夜会（2014年8月1日） - 岩田良 役
  - 所轄刑事 - 門脇国之介 役
    - 所轄刑事9（2014年8月29日）
    - 所轄刑事10（2016年12月9日）
- 陽炎の辻2〜居眠り磐音 江戸双紙〜（2008年9月6日 - 11月22日、NHK総合） - 竹村武左衛門 役
- スペシャルドラマ・夢をかなえるゾウ（男の成功篇）（2008年10月2日、読売テレビ） - 刑事 役
- オー!マイ・ガール!! 第3話「韓流スターでパニック!? 同棲疑惑を晴らせ!」（2008年10月28日、日本テレビ） - 岩男 役
- 本日も晴れ。異状なし（2009年1月 - 3月、TBS） - 梶井誠 役
- フジテレビ開局50周年記念ドラマ特別企画・黒部の太陽（2009年3月21日・22日、フジテレビ)
- 任侠ヘルパー（2009年7月9日 - 9月17日、フジテレビ） - 二本橋賢吾 役
  - 任侠ヘルパー スペシャル（2011年1月9日、フジテレビ）
- 陽炎の辻スペシャル〜居眠り磐音 江戸双紙〜（2010年1月1日、NHK総合） - 竹村武左衛門 役
- まっすぐな男（2010年1月 - 3月、関西テレビ・フジテレビ） - 山崎芳樹 役
- フジテレビ開局50周年記念ドラマ・わが家の歴史（2010年4月10日、フジテレビ） - 黒澤明監督 役
- ハンチョウ〜神南署安積班〜 第3シリーズ 第1話・第11話（2010年7月5日・9月13日、TBS） - 高野雄司 役
- 土俵ガール!（2010年7月13日 - 9月14日、毎日放送・TBS） - 若林強 役[注 14]
- 仮面ライダーオーズ/OOO（2010年9月 - 2011年8月、テレビ朝日） - 鴻上光生 役
- ストロベリーナイト（フジテレビ） - 石倉保 役
  - 土曜プレミアム特別企画（2010年11月13日）
  - 連続ドラマ（2012年1月10日 - 3月20日）
- 美咲ナンバーワン!!（2011年1月19日、日本テレビ） - 酒屋の主人・佐藤 役
- 悪党〜重犯罪捜査班 第2話「誘拐! 掛かって来ない脅迫電話」（2011年1月28日、朝日放送・テレビ朝日） - 西永俊之 役
- おくさまは18歳（2011年3月27日 - 、フジテレビTWO）
- ハンチョウ〜神南署安積班〜 第4シリーズ（2011年4月11日 - 6月27日、TBS） - 高野雄司 役
- JIN-仁- 完結編（TBS） - 牢名主 役
  - 第2話「未来との選択」（2011年4月24日）
  - 第3話「さらば愛しき人」（2011年5月1日）
- 深夜食堂 2 第13話「あさりの酒蒸し」（2011年10月27日、毎日放送） - 丈 役
- ウレロ☆未確認少女 第4話「バケロ☆未確認少女」（2011年10月28日、テレビ東京） - 借金取り 役
- 新春スペシャルドラマ・もう誘拐なんてしない（2012年1月3日、フジテレビ） - ラーメン屋親父 役
- スペシャルドラマ・明日をあきらめない…がれきの中の新聞社〜河北新報のいちばん長い日〜（2012年3月4日、テレビ東京） - 荒浩一 役
- ドラマスペシャル・濃姫（2012年3月17日、テレビ朝日） - 柴田権六 役
- スペシャルドラマ・ブラックボード〜時代と戦った教師たち〜 第3夜（2012年4月7日、TBS） - 秋葉聡 役
- 土曜ドラマスペシャル 『あっこと僕らが生きた夏』（2012年4月14日・21日、NHK総合） - 本宮勇作 役
- 鍵のかかった部屋 第3話 - 最終話（2012年4月30日 - 6月25日、フジテレビ） - 鴻野光男 役
- ボーイズ・オン・ザ・ラン（テレビ朝日） - 宍戸秀彦 役
  - episode#7「帰ってきた男」（2012年8月24日）
  - episode#8「愛と拳と福沢諭吉」（2012年8月31日）
  - last episode「ラストラン」（2012年9月7日）
- 捜査地図の女（2012年10月 - 12月、テレビ朝日） - 山之内文雄 役
- 信長のシェフ（2013年1月 - 3月、テレビ朝日） - 森可成 役
- まほろ駅前番外地 第1話「プロレスラー代行、請け負います」（2013年1月11日、テレビ東京） - 瀧 役
- 35歳の高校生 第2話「イジメ? いじられ? ピエロの流す涙の訳」（2013年4月20日、日本テレビ） - 山下雄二 役
- 鴨、京都へ行く。-老舗旅館の女将日記- 最終話「上羽やの宝物」（2013年6月18日、フジテレビ） - 葛川克也 役
- 確証〜警視庁捜査3課 最終話「盗まれた刑事の妻−怪盗百面相vs3課! 涙と衝撃の結末!」（2013年6月24日、TBS） - 川端良助 役
- 半沢直樹（2013年7月 - 9月、TBS） - 東田満 役
- ドラマスペシャル いねむり先生（2013年9月15日、テレビ朝日） - 伊佐次 役
- こうのとりのゆりかご〜「赤ちゃんポスト」の6年間と救われた92の命の未来〜（2013年11月25日、TBS） - 安田正雄 役
- 第37回創作テレビドラマ大賞 希望の花（2014年2月25日、NHK総合） - 榎本博 役
- 宮本武蔵（2014年3月15日・16日、テレビ朝日） - 阿厳 役
- マルホの女〜保険犯罪調査員〜（2014年4月11日 - 6月13日、テレビ東京） - 三ノ宮幸三 役
- 極悪がんぼ（2014年4月14日 - 6月23日、フジテレビ） - 巻上輝男 役
- 銭の戦争 第2話「借金地獄のホームレスに転落…逆襲だ! 這い上がれ! 俺の人生、金で買い戻す」（2015年1月13日、関西テレビ・フジテレビ） - ササキ 役
- 神谷玄次郎捕物控2 第三回「消えた女」（2015年4月17日、NHK BSプレミアム） - 次兵衛 役
- ヤメゴク〜ヤクザやめて頂きます〜 第3話「秘密の依頼 娘の恋人がヤクザ!!」（2015年4月30日、TBS） - 渡辺大樹 役
- 恋仲（フジテレビ） - 須藤 役
  - 第1話「君がいた」（2015年7月20日）
  - 第7話「告白」（2015年8月31日）
- ドラマスペシャル 名探偵キャサリン（2015年9月5日 - 、テレビ朝日） - 橋口警部補 役
- ドラマスペシャル・所轄魂（2015年9月20日、テレビ朝日） - 坂下裕二 役
- 青春探偵ハルヤ〜大人の悪を許さない!〜（2015年10月15日 - 12月24日、読売テレビ） - 磯部克夫 役
- 夏樹静子サスペンス 光る崖（2016年2月20日、フジテレビ） - 有恒芳昭 役
- 科学の力で凶悪犯を追跡する特別チーム！
- 素敵な選TAXIスペシャル〜湯けむり連続選択肢〜（2016年4月5日、関西テレビ・フジテレビ） - 向井 役
- 金曜プレミアム 松本清張スペシャル かげろう絵図（2016年4月8日、フジテレビ） - 奥村大膳 役
- 世界一難しい恋 第4話「恋愛師匠の必勝指令で一泊旅行…遂に愛の告白でアタマ真っ白」（2016年5月4日、日本テレビ） - 田中シェフ 役
- ハートロス 〜虹にふれたい女たち〜（2016年10月2日、中部日本放送・TBS） - 深谷和久 役 [19]
- キャリア〜掟破りの警察署長〜（2016年、フジテレビ） - 桜井周平 役
- 逃げるは恥だが役に立つ（TBS） - 森山栃男 役
  - ガンバレ人類! 新春スペシャル!!（2021年1月2日）
- レンタルの恋 第3話「不良中年と喧嘩上等の青春デート」（2017年2月2日、TBS） - 竜夫 役
- さすらい署長 風間昭平13（2017年、テレビ東京） - 時田真之 役
- 伝七捕物帳2（NHK BSプレミアム） - 波佐間左近 役
  - 第7話「引き裂かれた絆、夫婦湯のみの契り」（2017年9月15日）
  - 最終話「新たなる命、旅立ちの時」（2017年9月22日）
- NHKスペシャル「ドラマ 龍馬 最後の30日」（2017年11月19日、NHK総合） - 永井尚志 役
- 龍馬の遺言（2017年12月29日、NHK BSプレミアム） - 永井尚志 役
- 越路吹雪物語（2018年1月8日 - 3月30日、テレビ朝日） - 大塚弥一 役
- 監査役 野崎修平（2018年1月14日 - 3月4日、WOWOW） - 海藤義己 役
  - 頭取 野崎修平（2020年1月19日 - 2月16日、WOWOW）
- BG〜身辺警護人〜（2018年1月18日 - 3月15日、テレビ朝日） - 氷川修 役
- 日曜ワイド（テレビ朝日）
  - 越後純情刑事・早乙女真子（2018年1月28日） - 早乙女実 役
- ヒモメン 第1話「無職のヒーロー!! 彼女を権力から救う!?」（2018年7月28日、テレビ朝日） - 矢沢孝太郎 役
- 義母と娘のブルース（TBS） - 麦田誠 役
  - 第6話「さらば愛しき人よ! 最期に届く奇跡とは!? 私、背中で魅せます」（2018年8月14日）
  - 第8話「就職先の最終決戦!! 完全復活の味は親の味娘の意見承ります!?」（2018年9月4日）
  - 最終話「完結〜さらば義母!! 愛が起こす奇跡の果て私は娘を愛してます」（2018年9月18日）
  - 2020年謹賀新年スペシャル（2020年1月2日）
  - 2022年謹賀新年スペシャル（2022年1月2日）[20]
  - 2024年謹賀新年スペシャル（2024年1月2日）[21]
- サイレント・ヴォイス 行動心理捜査官・楯岡絵麻（BSテレ東） - 筒井道大 役
  - Season1（2018年10月6日 - 12月15日）
  - 特別篇（2020年3月7日）
  - Season2（2020年4月11日 - 5月30日）
- 主婦カツ!（2018年10月7日 - 11月25日、NHK BSプレミアム） - 宮本明良 役
- 警視庁強行犯係・樋口顕4（2018年12月14日、テレビ東京） - 柳瀬泰彦 役
- 節約ロック（2019年1月21日 - 3月25日、日本テレビ） - 桑田ケイゾウ 役
- 連続テレビ小説 なつぞら（2019年、NHK総合） - 田辺政人 役 [22]
- 家政夫のミタゾノ 第3シーズン 最終話「さらば…ミタゾノ!! スタアの家の秘密!?」（2019年6月7日、テレビ朝日） - ケビン小須田 役
- 永遠のニシパ 〜北海道と名付けた男 松浦武四郎〜（2019年7月15日、NHK総合） - エカシ 役
- 監察医 朝顔（フジテレビ） - 矢神 役
  - 第1シリーズ
    - 第3話「身元不明遺体が4体…意外な真実!?」（2019年7月29日）
    - 第10話「朝顔先生が語る、命の講義…」（2019年9月16日）

  - 第2シリーズ
    - 第12話「つぐみはどこに!? 娘の家出に涙… あの人が帰ってくる!?」（2021年2月1日）
    - 第15話「万木家のお正月…」（2021年2月22日）
- 螢草 菜々の剣（NHK BSプレミアム） - 湧田の権蔵 役
  - 第5回「希望の光」（2019年8月23日）
  - 第6回「偽りの告白」（2019年8月30日）
  - 最終回「いのちの剣」（2019年9月6日）
- 日曜プライム 遺留捜査 新作スペシャル2（2019年12月1日、テレビ朝日） - 石神一志 役
- 孤独のグルメ Season8 特別編（2019年12月31日、テレビ東京） - 高橋正則 役
- 病室で念仏を唱えないでください 第3話「爆発事故 恩人の命を救え!」（2020年1月31日、TBS） - 藤森隆文 役
- 私の家政夫ナギサさん 最終話「トライアル結婚生活! 今わたし恋をしている!? とっ散らかった心の結末」（2020年9月1日、TBS） - 畠中慎也 役
- うつ病九段（2020年12月20日、NHK BSプレミアム） - 鈴木大介 役
- BS-TBS開局20周年記念ドラマ・池波正太郎原作 上意討ち（2020年12月5日、BS-TBS） - 堀兵庫頭忠行 役
- テレビ朝日開局60周年記念 2夜連続ドラマスペシャル・逃亡者（2020年12月5日・6日、テレビ朝日） - 大磯智久 役
- いってきます！～岐阜・飛騨 古川やんちゃ物語～（2021年1月1日、東海テレビ） - 池澤征爾 役 [23]
- ワンモア（2021年4月6日 - 5月18日、名古屋テレビ） - 谷部譲治 役 [24]
- 刑事7人 Season7 第1話「再始動 7人に仕掛けられた…殺人ゲーム!?7年目の急展開!?」（2021年7月7日、テレビ朝日） - 雨宮光喜 役
- ナンバMG5（2022年4月13日 - 6月22日、フジテレビ） - 難破勝 役[25] [26]
  - 「全開バリバリでアリガト」編（2022年6月29日）
- わたしのお嫁くん（2023年4月12日 - 6月21日、フジテレビ） - 速見健一 役[27]
- ソロ活女子のススメ3 第2話（2023年4月13日、テレビ東京） - 温泉宿主人 役[28]
- フェルマーの料理（2023年10月20日 - 12月22日、TBS） - 北田勲 役 [29]
- 婚活1000本ノック（フジテレビ） - 九本龍二 役[30]
  - 第3話「白熱の婚活バトル発生!? 幽霊と情熱の間で…!?」（2024年1月31日）
  - 第5話「人生最大のモテ期到来! 感情の大渋滞発生!?」（2024年2月14日）
  - 第7話「幽霊とのスキンシップのない恋愛が始まる…!?」（2024年2月28日）
  - 第8話「愛と成仏をかけた、運命のプロポーズ大作戦!?」（2024年3月6日）
  - 第9話「ついに最後の婚活へ!? 運命の人と出逢いは…!?」（2024年3月13日）
- 万博の太陽（2024年3月24日、テレビ朝日） - 岩山元治 役[31]
- ゴールデンカムイ -北海道刺青囚人争奪編- 第4話「殺人ホテルだよ全員集合!!」（2024年10月27日、WOWOW） - 勇払の大叔父 役[32]
- オクラ〜迷宮入り事件捜査〜（2024年10月8日 - 12月17日、フジテレビ） - 鷲沢泰造 役[33]
- プライベートバンカー 最終話「衝撃の告白」（2025年3月6日、テレビ朝日） - 南野 役[34]
- ススキノ・インターン〜マーケ学生ユキナの、スナック立て直し記〜（2025年3月22日 - 30日、北海道テレビ） - 大学教授・早川 役[35]
- 能面検事 第4話・第5話（2025年8月1日・8日、テレビ東京） - 岬恭平 役[36]

### Webドラマ
- ROAD TO EDEN（2017年10月26日 - 12月14日、フジテレビオンデマンド / 2018年1月18日 - 3月8日、フジテレビ） - カリコリ 役
- 日本をゆっくり走ってみたよ 〜あの娘のために日本一周〜（2017年10月20日 - 2018年、Amazonプライム・ビデオ） - バイク乗りのおじさん 役
- ネット版 仮面ライダーオーズ バースX誕生・序章（2022年3月13日、東映特撮ファンクラブ） - 鴻上光生 役
- オーズ10th 仮面ライダーバース バースX誕生秘話（2022年7月3日、東映特撮ファンクラブ） - 鴻上光生 役[37]
- ゲトレ夕暮れ大暴れ 第七話（2023年2月21日、Paravi） - 宇梶剛士 役（本人）[38]
- 離婚しようよ（2023年6月22日、Netflix） - 東海林喜一郎 役[39]
- 山田クソ男の3本ノック（2024年3月20日、FOD） - 九本龍二 役[40]

### 映画
- 制覇（1982年、東映） - 本家部屋住み 役[注 8]
- パッセンジャー -過ぎ去りし日々-（1987年、松竹） - 岩下徹 役
- 押忍!!空手部（1990年、松竹） - 大沢 役
- 病院なんか怖くない。ボクが病気になった理由2（1994年、Softgarage） - 川崎肇 役
- SCORE（1995年、松竹） - 大佐 役
- JOKER／疫病神（1998年、GAGA） - 伏見 役
- 修羅がゆく7 四国烈死篇 （1998年） - 土佐一家若頭 大原勝彦 役
- 極道三国志3 血染めの九州死闘篇（1999年） - 有馬勇次 役
- SCORE2 THE BIG FIGHT（1999年、松竹） - 阿南刑事 役
- 催眠（1999年、東宝）
- GTO（1999年、東映） - 工藤正史 役
- 復讐の荒野（2002年、キュームービー） - 喜多川雄治 役
- ハート・オブ・ザ・シー（2003年）
- eiko<エイコ>（2003年） - 中島 役
- HEAT -灼熱-（2004年、ケイエスエス） - 村雨 役
- NIN×NIN 忍者ハットリくん THE MOVIE（2004年、フジテレビ） - 田原警部 役
- チキン☆デカ（国産）（2004年、松竹・MONSTER FILMS） - マイク鳩山 役
- 炎と氷、炎と氷2（2004年、GP MUSEUMSOFT） - 若瀬勝志 役
- インストール（2004年、角川映画 / エンジェル・シネマ） - 正装の紳士 役
- お父さんのバックドロップ（2004年、シネカノン） - 主演・下田牛之助 役
- 難波金融伝ミナミの帝王一千万の銃弾（2004年） - 赤城 役
- シムソンズ（2006年） - 伊藤謙一 役
- attitude（2008年） - レコード会社の専務 役
- 20世紀少年（東宝） - モンちゃん（子門真明） 役
  - 20世紀少年 -第1章- 終わりの始まり（2008年）
  - 20世紀少年 -第2章- 最後の希望（2009年）
- ニセ札（2009年、ビターズ・エンド） - 倉田政実 役
- 南極料理人（2009年、東京テアトル） - スズキ 役
- 仮面ライダーシリーズ（東映） - 鴻上光生 役
  - 仮面ライダー×仮面ライダー オーズ&ダブル feat.スカル MOVIE大戦CORE（2010年）
  - 劇場版 仮面ライダーオーズ WONDERFUL 将軍と21のコアメダル（2011年）
  - 仮面ライダー×仮面ライダー フォーゼ&オーズ MOVIE大戦MEGA MAX（2011年）
  - セイバー+ゼンカイジャー スーパーヒーロー戦記（2021年）[41]
- 座頭市 THE LAST（2010年、東宝） - 梶原 役
- 岳-ガク-（2011年、東宝） - 横井修治 役
- プリンセス・トヨトミ（2011年、東宝） - 空堀中学校・校長 役
- 東京公園（2011年、ショウゲート） - 原木健一 役
- カイジ2 人生奪回ゲーム（2011年、東宝）
- ワイルド7（2011年、ワーナー・ブラザース映画） - オヤブン 役
- ストロベリーナイト（2013年、東宝） - 石倉保 役
- 幕末高校生（2014年7月26日、東映)
- ライアの祈り（2015年6月13日、アイエス・フィールド） - 佐久間五朗 役
- 未来シャッター（2015年7月1日、ワップフィルム） - ナレーション
- 本能寺ホテル（2017年1月14日、東宝） - ホテルの支配人 役
- 覇王IV V 凶血の連鎖（2017年） - 大阪難波会会長 雪村正臣 役
- 野球部員、演劇の舞台に立つ!（2018年2月24日、パンドラ） - 八幡浩一郎 役
- マスカレード・ホテル（2019年1月18日、東宝） - 館林 役 [42]
- キングダム（2019年4月19日、東宝）[43]
- みとりし（2019年9月13日、アイエス・フィールド） - 川島 役
- 孤狼の血 LEVEL2（2021年8月20日、東映） - 溝口明 役
- とんび（2022年4月8日、KADOKAWA・イオンエンターテイメント）[44][45]
- 漆黒天 -終の語り-（2022年、東映ビデオ）[46]

### オリジナルビデオ
- BE-BOP-HIGHSCHOOL 高校与太郎子連れ狼篇（1997年）
- ウルトラマンガイア ガイアよ再び（2001年） - 堤誠一郎 役
- 実録・暴走族 ブラックエンペラー（2004年） - ナレーション
- 強者（2016年 - 2017年）
- 仮面ライダーオーズ 10th 復活のコアメダル（2022年） - 鴻上光生 役[47]

### ドキュメンタリー映画
- カムイと生きる（2012年3月24日、サイクロイド） - ナレーション[14]

### 舞台
- Takayuki Suzui Project OOPARTS Vol.1『CUT』（2010年10月14日 - 22日）
- あとは野となれ山となれ（2011年10月、本多劇場）
- 劇団500歳の会旗揚げ公演「いつか見た男達〜ジェネシス〜」（2012年7月 - 8月、本多劇場ほか）
- しゃばけ（2013年5月） - 栄吉 役
- めんたいぴりり（2015年3月、博多座） - 矢島政吉 役
- TAKE FIVE（2015年5月、赤坂ACTシアター / 同月、梅田芸術劇場） - 神田博士 役
- 喜劇 老後の資金がありません（2021年8月13日 - 26日、新橋演舞場 / 9月1日 - 15日、大阪松竹座）
- 夏の夜の夢（2022年9月6日 - 28日、日生劇場） - ニック・ボトム 役[48]
- 喜劇 老後の資金がありません（2023年1月14日 - 28日、南座 / 2月1日 - 19日、新橋演舞場）
- 隠し砦の三悪人（2023年7月28日 - 8月13日、明治座 / 8月24日 - 27日、新歌舞伎座） - 田所兵衛 役[49]
- 新生!熱血ブラバン少女。（2024年4月6日 - 21日、博多座 / 4月26日 - 28日、新歌舞伎座）[50][51]
- 鯨よ!私の手に乗れ（2025年1月8日 - 17日、本多劇場 / 1月22日、山形市民会館）[52]

### 劇場アニメ
- 真救世主伝説 北斗の拳 シリーズ（North Stars Pictures・トムス・エンタテインメント） - ラオウ 役 
  - 真救世主伝説 北斗の拳 ラオウ伝 殉愛の章（2006年）
  - 真救世主伝説 北斗の拳 ラオウ伝 激闘の章（2007年）
- バケモノの子（2015年7月11日、東宝）

### テレビアニメ
- サムライジャック（2002年[注 15] 、カートゥーンネットワーク） - ジャック 役
- 天の覇王 北斗の拳ラオウ外伝（2008年、TOKYO MX他） - ラオウ 役

### PV
- クレイジーケンバンド「AMANOGAWA」（2006年）

### バラエティ番組
- ジェネジャン（日本テレビ）
- ザ!鉄腕!DASH!!（日本テレビ）[注 16]
- クイズ!人生ゲーム（2004年4月 - 2005年11月、BS朝日）司会
- ちょっと福岡行ってきました!（2017年10月 - 、TVQ九州放送）- 旅人 ※不定期出演
- 宇梶剛士のあっちこっち散歩（2018年7月28日 - 、BSフジ）
- みみよりライブ 5up!（2019年4月24日 - 、広島ホームテレビ） - 手づくり工房ごーあっぷホーム 古民家をDIYで大人の隠れ家を作ろう プロジェクトリーダー
  - みみよりライブ 5up!古民家DIYプロジェクト〜大人の隠れ家を作ろう〜ここまでできたよSP（2020年1月5日、広島ホームテレビ）

### ドキュメンタリー番組
- こんなステキなにっぽんが（NHK） - 旅人
- アジアンスマイル（NHK） - ナレーション
- 100円玉に愛をこめて…世界の子供達のために〜コロンビア編〜 （2007年8月30日、テレビ東京）
- がんばれパパママ! 実況 お仕事スタジアム （2009年10月12日、NHK） - 司会
- ルビコンの決断（2009年12月10日、テレビ東京）
- 大河ドラマが描かない坂本龍馬の真実（2010年6月29日、日本テレビ） - 西郷隆盛 役[注 17]
- 2nd Life Train ニッポン列車異国紀行〜タイ編〜（2013年 - 、BS日テレ） - ナレーター
- 超古代からの挑戦状!
  - 超古代からの挑戦状!「縄文ストーンサークル編」（2013年8月18日、NHK BSプレミアム）
  - 超古代からの挑戦状!2「行き倒れ“縄文・仮面男”の謎」（2016年3月25日、NHK BSプレミアム）
- 世界一周 魅惑の鉄道紀行 第152・153回（2016年6月13日、BS-TBS） - コンシェルジュ（ナレータ－）
- 直撃!シンソウ坂上 「三菱銀行人質事件」（2018年4月19日、フジテレビ） - 大阪府警捜査一課管理官 伊藤忠郎
- イチオシ!!スペシャル「宇梶剛士と土屋まりの鉄道で行こう!」（北海道テレビ）
  - 留萌線の旅（2019年9月16日）
  - ぐるり噴火湾絶景&絶品探しの旅（2020年3月9日）
  - 留萌線の旅 〜鉄路が消えても〜（2023年3月17日）
- ETV特集「二風谷に生まれて　〜アイヌ　家族100年の物語〜」（2024年2月3日、NHK Eテレ）[53]
- 時をかけるテレビ〜今こそ見たい!この1本〜　ばっちゃん〜子どもたちが立ち直る居場所〜（2024年6月21日）[54]

### 教養番組
- 明日言いたくなる話（2015年10月4日 - 2016年9月11日、BS日テレ）
- 100分de名著 名著123「アイヌ神謡集」知里幸恵 全4回（2022年9月5日 - 26日、NHK教育テレビジョン） - 語り[55]

### CM
- アメリカンエキスプレス(1990年代頃)自転車の少年にぶつかられ持っていたマイセンの置物を壊されてしまう役
- 日清食品 ラ王（2000年） 松岡昌宏と共演
- ダック引越センター（2000年代初期）
- ハウス食品 ウコンの力（2004年5月 - 6月頃） 発売当初のイメージキャラクター
- 札信販（当時） エスコートカード（2005年 - 2006年） 北海道内のみの放送
- 江崎グリコ クラッツ（2006年)
- バンダイ 仮面ライダーバトル ガンバライド（2011年3月 - ） 声のみの出演
- 繊月酒造（2011年6月 - ）
- ショップジャパン
  - ワンダーコア（2014年)
  - ワンダーコア2（2016年）[56]
- スズキ・スペーシアカスタム 軍団・要求篇 （2014年） - 犯人 役
- スズキ・エブリイ （2015年）※はるな愛、円広志と共演
- ダイハツ・ミライース（2018年12月 - 2020年12月）
- 京セラ（2019年3月 - ）
- 山本漢方製薬 大麦若葉（2019年12月 - ）※原田龍二、柳ゆり菜と共演

## 著書
- 不良品―オレは既製品じゃない!（2003年11月、ソフトバンクパブリッシング）ISBN 978-4-7973-2539-3
  - 不良品（2005年2月、ソフトバンクパブリッシング）ISBN 978-4-7973-3083-0　文庫化
- 転んだら、どう起きる?（2006年8月、大和書房）ISBN 978-4-479-39146-3

## 漫画原作
- COOL TEAM（作画：白鳥貴久、ヤングキングα, 少年画報社） ケータイサイト・コンビニコミッに掲載